# Sphinctour
Sphinctour — концертный альбом индастриал-метал-группы Ministry, выпущенный в 2002 году.

## Об альбоме
Sphinctour содержит различные треки, записанные в 1996 году во время мирового турне в поддержку альбома Filth Pig.
Оригинальной целью Sphinctour был выпуск альбома на DVD, хотя версия CD была также выпущена. Нет никаких заметных различий CD от DVD, хотя, как и в In Case You Didn’t Feel like Showing Up, два трека не были выпущены на CD.

## Список композиций
| №   | Название                                     | Длительность |
| --- | -------------------------------------------- | ------------ |
| 1.  | «Psalm 69» (Элизе-Монмартр, Париж)           | 5:04         |
| 2.  | «Crumbs» (Конгресс-центр, Штутгарт)          | 3:54         |
| 3.  | «Reload» (Конференц-центр, Альбукерке)       | 2:33         |
| 4.  | «Filth Pig» (Varsity Arena, Торонто)         | 6:30         |
| 5.  | «So What» (The Warfield, Сан-Франциско)      | 9:45         |
| 6.  | «Just One Fix» (Aragon Ballroom, Чикаго)     | 4:38         |
| 7.  | «N.W.O.» (Hollywood Palladium, Лос-Анджелес) | 6:04         |
| 8.  | «Hero» (Gaswerk, Гамбург)                    | 2:38         |
| 9.  | «Thieves» (Mercer Arena, Сиэтл)              | 5:14         |
| 10. | «Scarecrow» (Jesolo Beach Festival, Венеция) | 7:56         |
| 11. | «Lava» (Dour Festival, Брюссель)             | 8:43         |
| 12. | «The Fall» (Brixton Academy, Лондон)         | 8:02         |
| 13. | «Stigmata» (Roseland Ballroom, Нью-Йорк)     | 9:14         |

- Трек 5 и 13 не включены в CD-релизы.

## Участники записи
- Эл Йоргенсен — вокал, электор-мандолина («Reload»), губная гармоника («Filth Pig»), электрогитара («Just One Fix», «N.W.O.»), продюсер
- Пол Баркер — бас-гитара, клавишный бас («The Fall»), продюсер
- Рей Уошем — барабаны
- Луис Свитек — гитара
- Дуэйн Буфорд — клавишные
- Златко Хукич — гитара

### Дополнительный персонал
- Том Бэкер - мастеринг
- Пол Элледж — изображение и дизайн

### Видео персонал
- Джеффри Кинарт — телевизионный директор, телепродюсер, монтаж
- Дуг Фрил — директор, монтаж
- Том Тантленд — помощник монтажиста
- Тодд Дарлинг — постпродакшн, супервайзер